# Ги ле Нонен
Ги ле Нонен (фр. Gy-les-Nonains) је насељено место у Француској у региону Центар, у департману Лоаре.
По подацима из 2011. године у општини је живело 648 становника, а густина насељености је износила 32,19 становника/km².

## Демографија
| 1962. | 1968. | 1975. | 1982. | 1990. | 2011. |
| ----- | ----- | ----- | ----- | ----- | ----- |
| 523   | 474   | 381   | 404   | 565   | 648   |